# The Amenta
The Amenta ist eine australische Industrial- und Death-Metal-Band aus Sydney, die im Jahr 2002 gegründet wurde.

## Geschichte
Die Band wurde im Jahr 2002 gegründet und veröffentlichte noch im selben Jahr ihre erste EP Mictlan. Der EP folgte im Jahr 2004 das Debütalbum Occasus über Listenable Records. Im Jahr 2005 erhielt die Band die Auszeichnung Best New Metal Band vom australischen Kerrang-Magazin. Zudem hielt die Band die ersten Live-Auftritte ab und ging auf Tour durch ganz Australien. Im Jahr 2008 schloss sich das zweite Album n0n an, das auch bei Listenable Records veröffentlicht wurde. Auf dem Album waren diverse Gastmusiker wie Adam Darski (Behemoth), Jason Mendonca (Akercocke), Alex Pope (Ruins) und Sir Alice zu hören. Das Jahr 2009 begann die Band mit einer Europatournee zusammen mit Deicide, Samael, Vader, Devian und Order of Ennead. Im Anschluss folgten Auftritte in Australien und Neuseeland mit The Berzerker, Psycroptic und Ruins. Anfang 2010 folgte eine 40 Auftritte umfassende Tour durch Nordamerika zusammen mit Vader, Decrepit Birth, Warbringer, Augury, Swashbuckle und Rose Funeral. Im Jahr 2011 folgte eine weitere Tour durch Europa sowie Auftritte in Australien zusammen mit Ruins. Im selben Jahr nahm die Band außerdem die nächste EP V01D auf, die in den NON Studios aufgenommen wurde und ausschließlich als Download veröffentlicht wurde.

## Stil
Die Band spielt eine aggressive Mischung aus Death- und Industrial-Metal, wobei auch teilweise Einflüsse aus dem Noise-Bereich verarbeitet werden.

## Diskografie
- 2002: Mictlan (EP, Eigenveröffentlichung)
- 2004: Occasus (Album, Listenable Records)
- 2008: n0n (Album, Listenable Records)
- 2011: VO1D (EP, Eigenveröffentlichung)
- 2012: Chokehold (EP, Listenable Records)
- 2013: Flesh Is Heir (Album, Listenable Records)
- 2021: Revelator (Album, Debemur Morti Productions)